# Mazzarrone

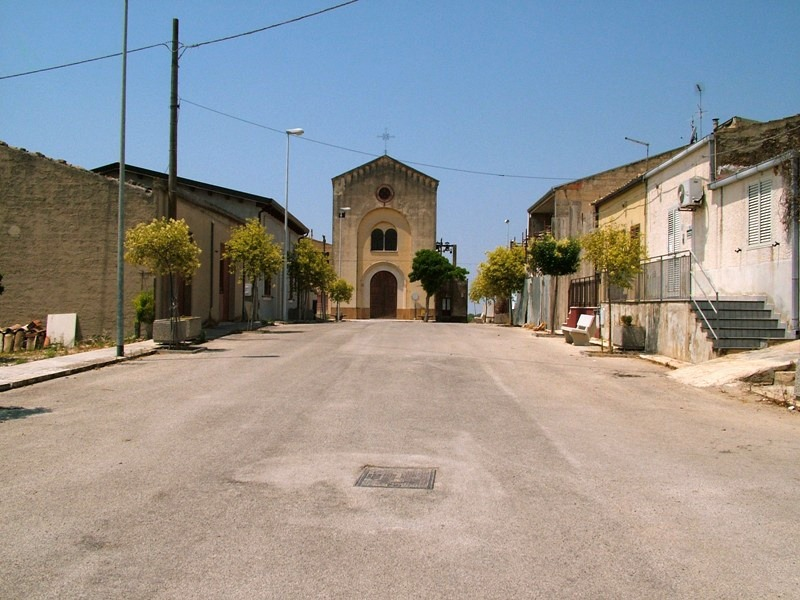
Centrum van Mazzarone

Mazzarrone is een gemeente in de Italiaanse provincie Catania (regio Sicilië) en telt 3727 inwoners (31-12-2004). De oppervlakte bedraagt 33,5 km², de bevolkingsdichtheid is 111 inwoners per km². Mazzarrone ontstond in 1976 uit een samenvoeging van enkele delen van Caltagirone en Licodia Eubea.
De volgende frazioni maken deel uit van de gemeente: Leva, Grassura.

## Demografie
Mazzarrone telt ongeveer 1332 huishoudens. Het aantal inwoners steeg in de periode 1991-2001 met 4,0% volgens cijfers uit de tienjaarlijkse volkstellingen van ISTAT.
| Jaar | Inwoneraantal |
| ---- | ------------- |
| 1991 | 3542          |
| 2001 | 3685          |

## Geografie
De gemeente ligt op ongeveer 285 m boven zeeniveau.
Mazzarrone ligt 88 km ten zuidwesten van Catania. Landbouw en industrie zijn de voornaamste bronnen van werkgelegenheid.
Mazzarrone grenst aan de volgende gemeenten: Acate (RG), Caltagirone, Chiaramonte Gulfi (RG), Licodia Eubea.